# Sortplettet blåfugl
Sortplettet blåfugl (Phengaris arion) er en sommerfugl i blåfuglefamilien. Den er udbredt i Europa og Asien, men er i Nordvesteuropa gået meget tilbage i antal i nyere tid. I Danmark er den gået stærkt tilbage allerede siden 1800-tallet, hvor den fandtes i mange dele af landet. Sortplettet blåfugl findes med sikkerhed i dag kun på én enkelt lokalitet på Høvblege på Møn. Den lever i Danmark på tørre, ugødede overdrev og klitheder, hvor dens værtsplante timian findes. Larven parasiterer på stikmyrer (Myrmica).
Arten blev videnskabeligt beskrevet af Carl von Linné i 1758.

## Udseende
Med et vingefang på ca. 4 cm. er sortplettet blåfugl den største af de danske blåfugle. Omkransende de blå for- og bagvinger har den en bred mørk søm, som er lidt kraftigere hos hunnen. På forvingernes overside har den 5-6 sorte pletter, som har givet arten navn. Arten varierer dog en del, og det er ikke helt ualmindeligt at se individer, hvor pletterne mangler helt. Dette gælder i høj grad på Møn, hvor det skønnes at være gældende for ca. hver femte sortplettet blåfugl. På undersiden har arten også markante sorte pletter, samt blågrøn metalglans ved roden af bagvingen.
- Phengaris arion ♂
- Phengaris arion ♂  △

## Livscyklus
Ægget lægges i blomsterhoveder af værtsplanten og klækker i løbet af en uges tid. Den lille larve lever af blomster og modnende frø i 2-3 uger, hvorefter den forlader planten og lader sig adoptere af myrer af slægten Myrmica. Myrerne transporterer den nu ca. 3 mm lange larve til myreboet, hvor den lever som parasit af myrernes yngel indtil det følgende forår. Blåfuglelarven forpupper sig i myreboet og den voksne sommerfugl klækker normalt i sidste halvdel af juni eller første halvdel af juli.

## Larvens foderplanter
Især timian, men merian bruges også.